# Asphinctanilloides amazona
Asphinctanilloides amazona är en myrart som beskrevs av Brandao, Diniz, Agosti och Delabie 1999. Asphinctanilloides amazona ingår i släktet Asphinctanilloides och familjen myror. Inga underarter finns listade.

## Bildgalleri

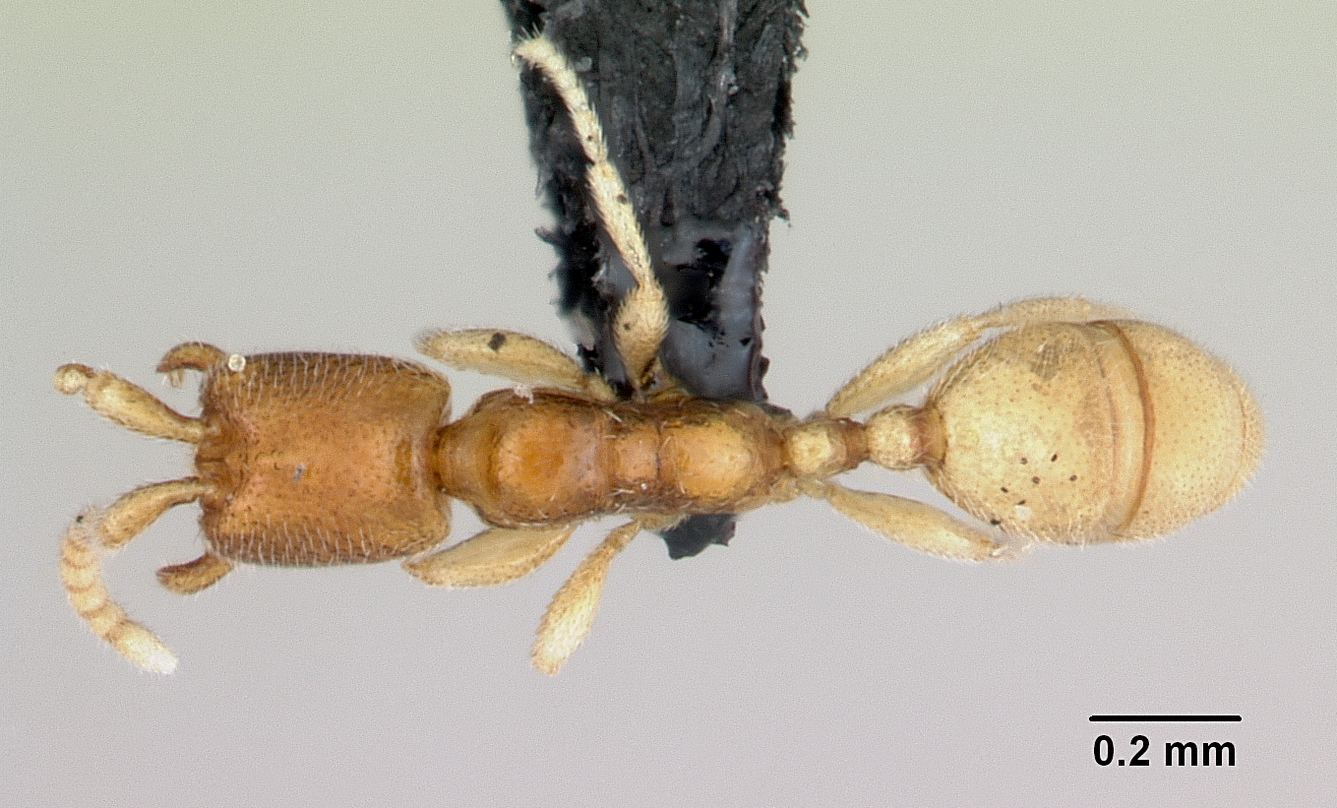
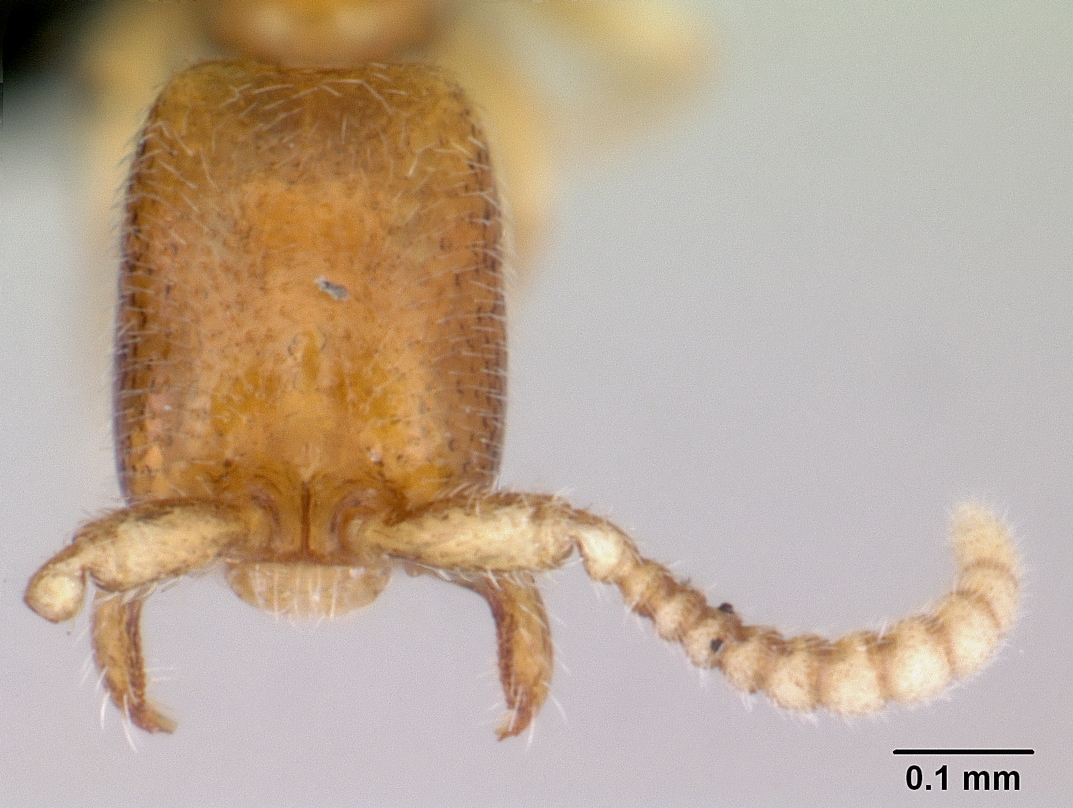
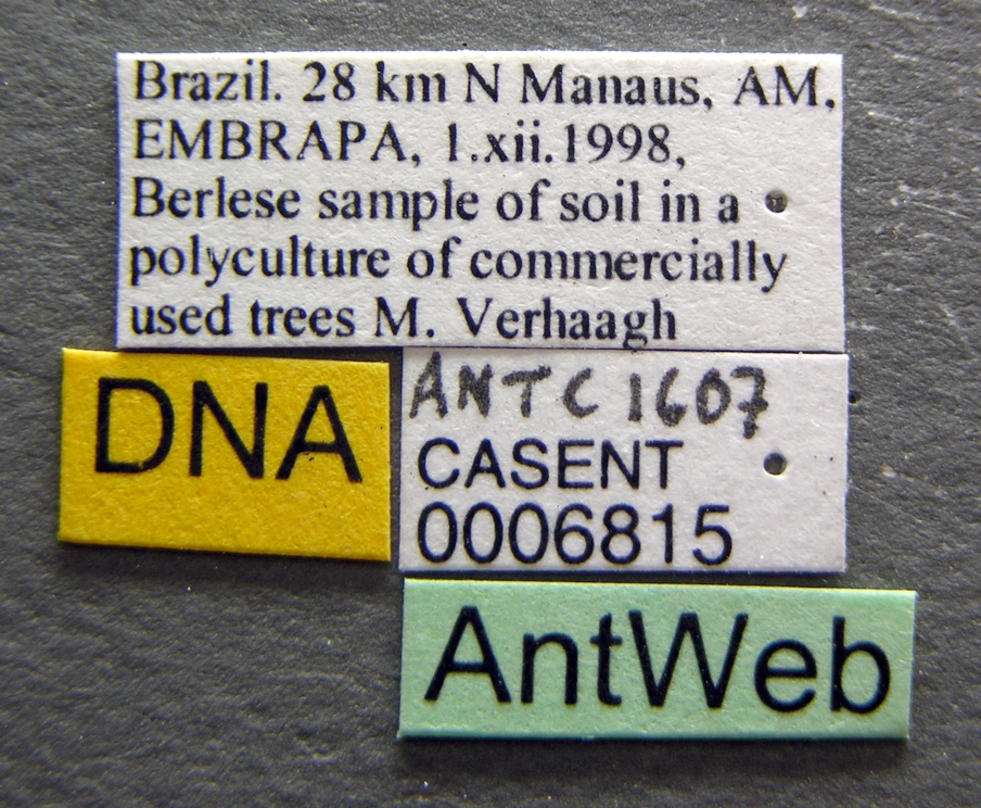
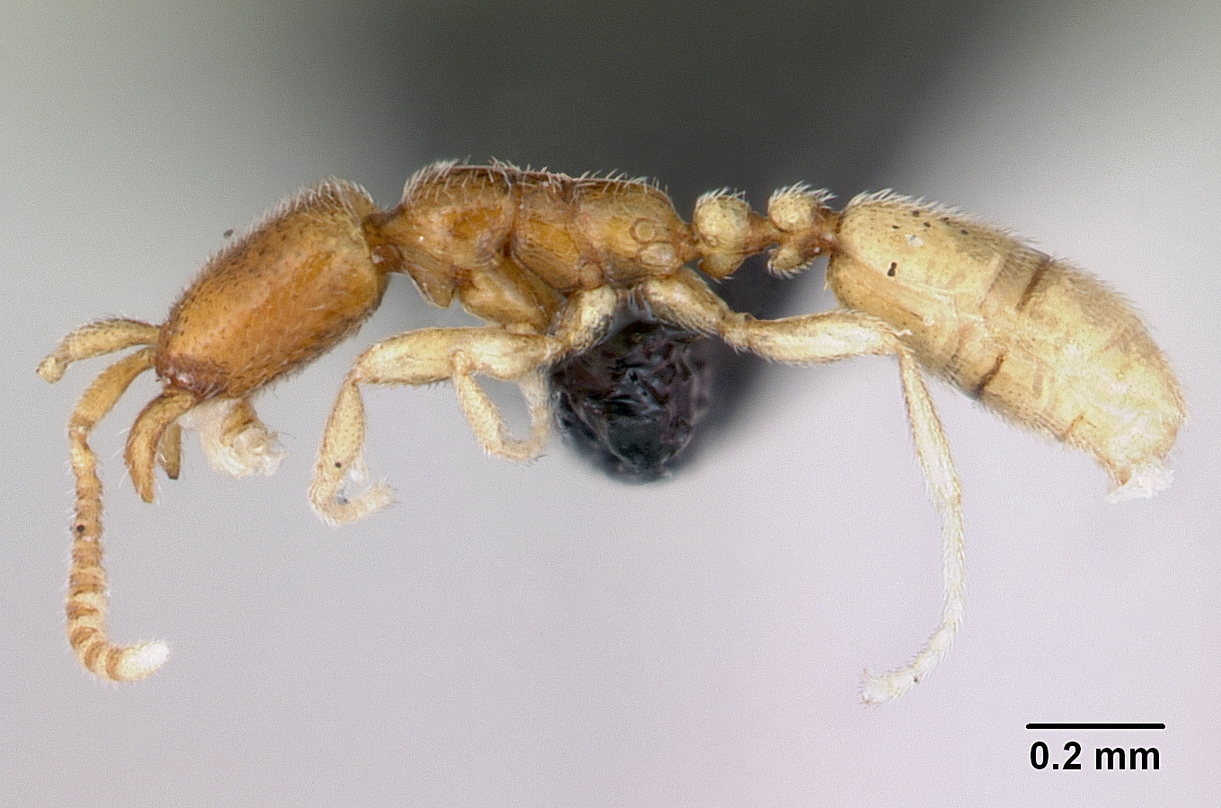
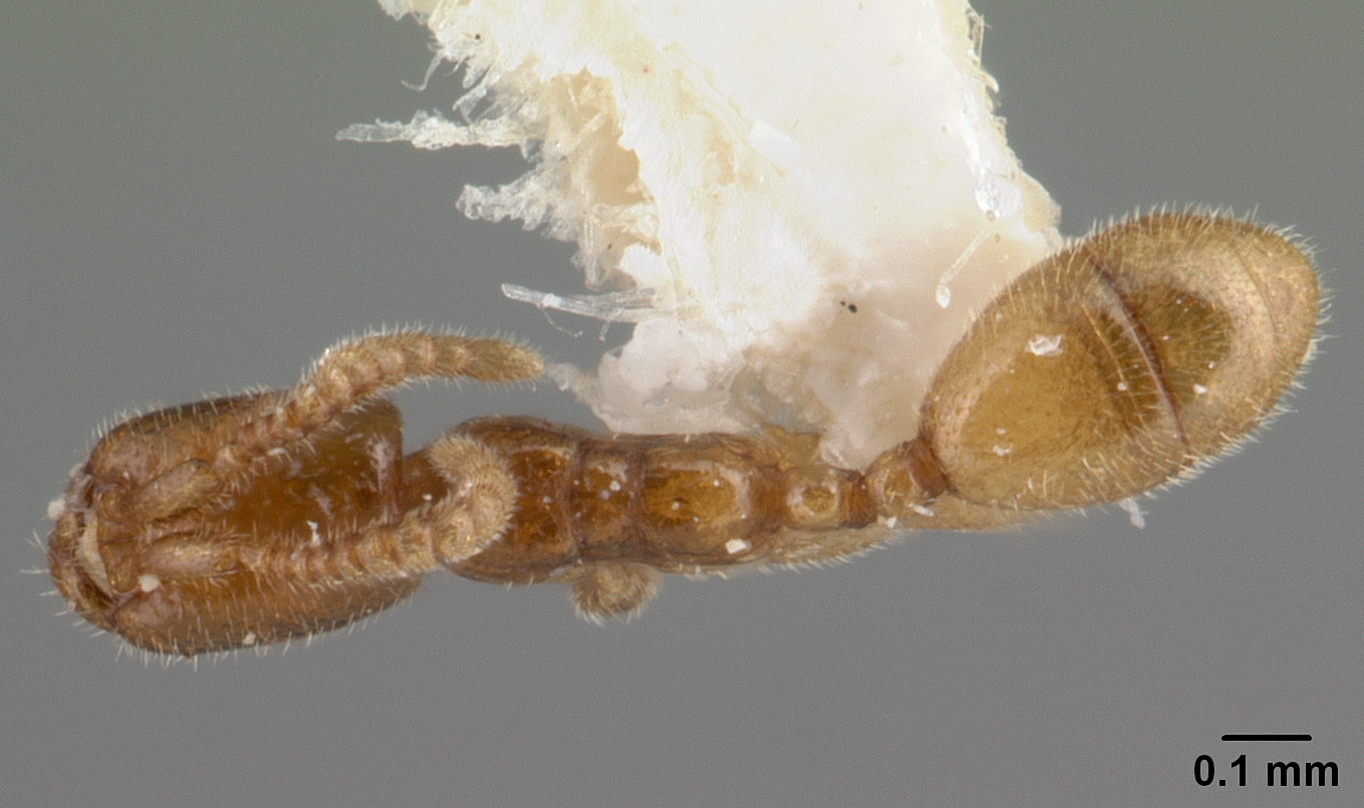
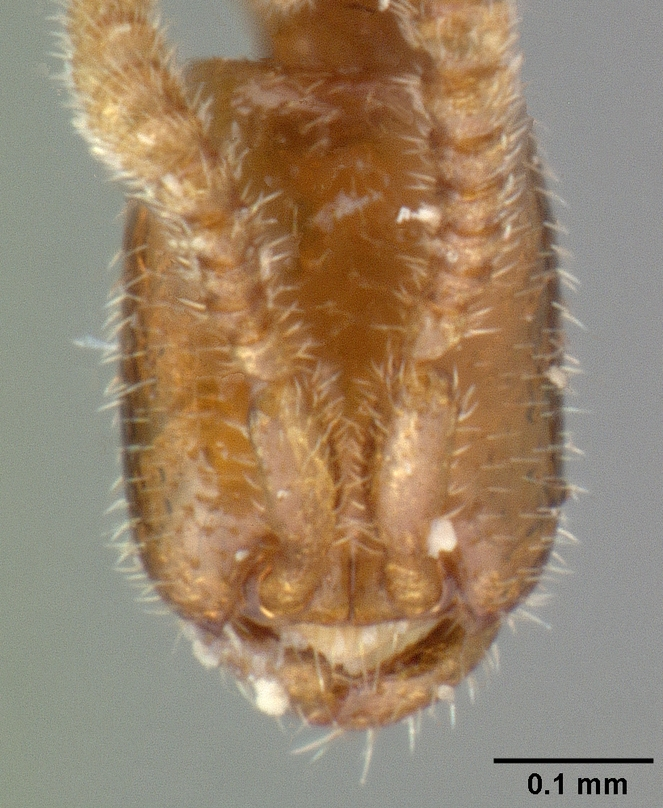